# Elymnias dara
Elymnias dara är en fjärilsart som beskrevs av William Lucas Distant 1887. Elymnias dara ingår i släktet Elymnias och familjen praktfjärilar. Inga underarter finns listade i Catalogue of Life.

## Bildgalleri

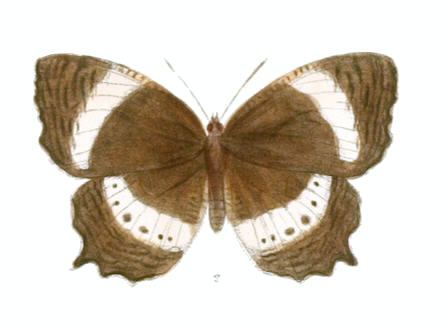
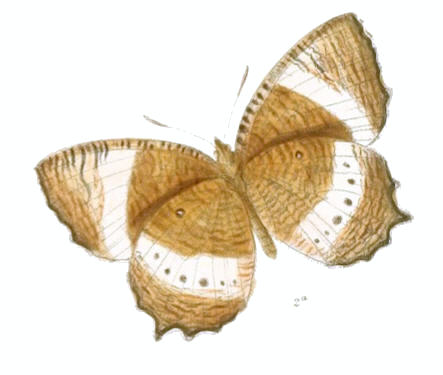